# Saison 4 de Hawaii 5-0
Chronologie
Saison 3 Saison 5
Cet article présente la quatrième saison de la série télévisée américaine Hawaii 5-0.

## Synopsis
Hawaii 5-0 suit le commandant Steve McGarrett, (ex Navy Seal) de la Marine des États-Unis, qui se rend sur l'île d'Oahu dans l'archipel d'Hawaï, pour enquêter sur l'assassinat de son père. Sur place, la gouverneure de l'État le persuade de rester et de former une unité spéciale de police avec carte blanche pour appliquer ses propres règles et méthodes, afin de combattre le crime à Hawaï...

## Distribution

### Acteurs principaux
- Alex O'Loughlin (VF : Alexis Victor) : Lieutenant commander Steve (Steven) McGarrett
- Scott Caan (VF : Jérôme Pauwels) : Lieutenant Daniel « Danny Danno » Williams (20 épisodes)
- Daniel Dae Kim (VF : Cédric Dumond) : Lieutenant Chin Ho Kelly
- Grace Park (VF : Marie-Ève Dufresne) : Officier Kono Kalakaua (18 épisodes)
- Masi Oka (VF : William Coryn) : Dr. Max Bergman (16 épisodes)
- Michelle Borth : Lieutenant Catherine Rollins (jusqu'à l'épisode 21 - 17 épisodes)
- Chi McBride : Capitaine Lou Grover (13 épisodes)[1],[2]

### Acteurs récurrents
- Dennis Chun : Sergent Duke Lukela (12 épisodes)
- Taylor Wily : Kamekona (11 épisodes)
- Teilor Grubbs : Grace Williams (9 épisodes)
- Ian Anthony Dale : Adam Noshimuri (5 épisodes)
- Brian Yang : Charlie Fong (4 épisodes)
- Mark Dacascos : Wo Fat (2 épisodes)

### Invités
- Henry Ian Cusick : Ernesto[3] (épisode 1)
- Jorge Garcia : Jerry Ortega[4] (épisodes 3, 16 à 18)
- Melanie Griffith : Clara Williams, mère de Danny[5] (épisodes 15 à 17)
- Daryl Hannah : Cheri Tranton[6] (épisodes 7 et 15)
- Nick Jonas : Ian Wright[7] (épisodes 8 et 22)
- Tom Berenger : Eddie Williams, père de Danny[8] (épisode 17)
- Rob Corddry : Tony Gibson[9] (épisode 18)
- Mallika Sherawat : Farah Khan[10] (épisode 21)
- Tim Daly : Ray Harper (épisode 2)
- Brando Eaton : Carl Jacobson (épisode 2)
- Rebecca De Mornay : Barbara Cotchin (épisode 4)
- Corbin Bernsen : Henry Upton (épisode 6)
- Brian Tee : Ryu Nabushi / Hideaki Kuroda (épisode 6 et 7)
- Xzibit : Jason Decker (épisode 7 et 19)
- Lindsay Price : Leilani (épisode 11)
- James Urbaniak : Gary Nathan (épisode 11)
- Michael Madsen : Roy Parrish (épisode 14)
- Ethan Embry : Sean Hutton (épisode 15)
- Booboo Stewart : Tommy Fa'aloa (épisode 17)
- François Chau : Gary Aikapu (épisode 17)
- Krista Allen : Nani Kahanu (épisode 18)
- Sasha Pieterse : Dawn Hatfield (épisode 20)
- Eden Riegel : Katie Halinan (épisode 20)
- Duane Chapman : lui-même (épisode 21)

## Liste des épisodes

### Épisode 1:Aloha ke kahi I ke kahi
- États-Unis /  Canada : 27 septembre 2013 sur CBS[11] / Global
- Suisse : 26 janvier 2014 sur RTS Un
- France : 1er février 2014 sur M6
- Belgique : 12 mai 2014 sur RTL-TVI
- Québec : sur Séries+

- États-Unis : 9,46 millions de téléspectateurs[12]
- Canada : 1,78 million de téléspectateurs[13]
- France : 3,02 millions de téléspectateurs[14] (première diffusion)

- Taylor Wily (Kamekona)
- Mark Dacascos (Wo Fat)
- Ian Anthony Dale (Adam Noshimuri)
- Dennis Chun (Sgt. Duke Lukela)
- Luis Carazo (Ricardo Cosi)
- Henry Ian Cusick (Ernesto)
- Luis R. Espinoza (Juan)
- Eddie Fernandez (O'ahu Water and Power Worker #4)
- Vancamp Popese (Tomas)
- Martha Higareda (Flora)
- Chi McBride (Captain Lou Grover)
- Charlie Compuesto (Alejandro)
- Shawn Thomsen (HPD Recruit Pua Kai)
- Nestor Serrano (Estéban Luna / El Condor)
- Brian Kasai (Security Guard)
- Doug Thurston (Commanding Officer)

Steve sauve Wo Fat de 4 personnes armées et essaye de comprendre pourquoi ils voulaient le tuer. D'un autre côté, Catherine est prise en otage et le quartier général du 5-0 est attaqué par 6 terroristes péruviens.

### Épisode 2:A'ale Ma'a Wau
- États-Unis /  Canada : 4 octobre 2013 sur CBS / Global
- Suisse : 2 février 2014 sur RTS Un
- France : 9 février 2014 sur M6
- Belgique : 12 mai 2014 sur RTL-TVI

- États-Unis : 9,75 millions de téléspectateurs[15]
- Canada : 1,468 million de téléspectateurs[16]
- France : 2,84 millions de téléspectateurs[17] (première diffusion)

- Taylor Wily (Kamekona)
- Teilor Grubbs (Grace Williams)
- Ian Anthony Dale (Adam Noshimuri)
- Dennis Chun (Sgt. Duke Lukela)
- Shawn Mokuahi Garnett (Flippa)
- Justin Bruening  (Lt. Commander Billy Harrington)
- Tim Daly (Ray Harper)
- Bobby Foley (Michael Maki)
- Marcus Natividad (Tom Akuna)
- Brando Eaton (Carl Jacobson)
- Ajax Maharlika (Frankie Choi)
- Kristi Lauren (Amanda Harper)
- Jon Michael Zimbrich (Shrimp Player)
- Tia Morales (Looky-Loo #1)

### Épisode 3:Ka 'oia'i'o ma loko
- États-Unis /  Canada : 11 octobre 2013 sur CBS / Global
- Suisse : 9 février 2014 sur RTS Un
- France : 15 février 2014 sur M6
- Belgique : 19 mai 2014 sur RTL-TVI

- États-Unis : 9,24 millions de téléspectateurs[18]
- Canada : 1,542 million de téléspectateurs[19]
- France : 2,71 millions de téléspectateurs[20] (première diffusion)

- Taylor Wily (Kamekona)
- Dennis Chun (Sgt. Duke Lukela)
- Justin Bruening (Lt. Commander Billy Harrington)
- Jesiree Dizon (Kaylea Van Horn)
- Jared Ward (Phillip Van Horn)
- Jake Lockett (Hewitt Van Horn)
- Jenn Boneza (Alani)
- Loretta Ables Sayre (Mrs. Ortega)
- Jorge Garcia (Jerry Ortega)
- Adam Leadbeater (Foley)
- Will Oak Wild (Ellis Gregory)
- Aaron Madriaga (HPD Uni)
- Esera Tuaolo (Civic Center Employee)

### Épisode 4:A ia la aku
- États-Unis /  Canada : 18 octobre 2013 sur CBS / Global
- Suisse : 16 février 2014 sur RTS Un
- France : 22 février 2014 sur M6
- Belgique : 19 mai 2014 sur RTL-TVI

- États-Unis : 8,81 millions de téléspectateurs[21]
- Canada : 1,565 million de téléspectateurs[22]
- France : 2,81 millions de téléspectateurs[23] (première diffusion)

- Ian Anthony Dale (Adam Noshimuri)
- Teilor Grubbs (Grace Williams)
- Autumn Reeser (Gabby Asano)
- Justin Bruening (William "Billy" Harrington)
- James Adam Lim (Yori)
- Briana Lane (Dahlia Swain / Nicole Dixon)
- Alex Asbaugh (Nathan Cotchin)
- Rebecca De Mornay (Barbara Cotchin)
- Bruce Nozick (Allen Kingston)
- Greg Collins (Victor Wyatt)
- Lawrence Kao (Ty Amano)
- Shelbie Koch (Maid of Honor)
- Raleigh Craighead (Best Man)
- JT Netterville (Security Guard)
- Ray Oda (Chaplain)
- Manoa Strings (Wedding Quartet)

### Épisode 5:Kupu'eu
- États-Unis /  Canada : 25 octobre 2013 sur CBS / Global
- Suisse : 23 février 2014 sur RTS Un
- France : 1er mars 2014 sur M6
- Belgique : 26 mai 2014 sur RTL-TVI

- États-Unis : 9,46 millions de téléspectateurs[24]
- Canada : 1,331 million de téléspectateurs[25]
- France : 2,61 millions de téléspectateurs[26] (première diffusion)

- Terry O'Quinn (Joe White)
- Dennis Chun (Sgt. Duke Lukela)
- Ian Anthony Dale (Adam Noshimuri)
- Justin Bruening (Lt. Commander Billy Harrington)
- Monica Lacy (Sandra Cutler)
- Logan Fahey (Andrew Burns)
- Lacey Beeman (Abby Maxwell)
- Larry Poidexter (Lee Benner)
- James Brennan (Sam)
- Thomas Allen (Tom Harrington)
- Chad Takesue (Morgue Attendant)
- Taylor King (Teen Driver)
- Paul Bauer (John Cutler)
- John Mark Harmon (Jason Kroll)
- James Ireland (Ed Doctor)

### Épisode 6:Kupouli'la
- États-Unis /  Canada : 1er novembre 2013 sur CBS / Global
- Suisse : 2 mars 2014 sur RTS Un
- France : 8 mars 2014 sur M6
- Belgique : 26 mai 2014 sur RTL-TVI

- États-Unis : 9,71 millions de téléspectateurs[27]
- Canada : 1,385 million de téléspectateurs[28]
- France : 2,98 millions de téléspectateurs[29] (première diffusion)

- Taylor Wily (Kamekona)
- Teilor Grubbs (Grace Williams)
- Dennis Chun (Sgt. Duke Lukela)
- Rumer Willis (Sabrina Lane)
- Keo Woolford (Sgt. James Chang)
- Corbin Bernsen (Henry Upton)
- DJ Qualls (Marshall Demps)
- Dixie Rose (Lisa Mills)
- Kenneth Matepi (Dr William Ellery)
- Brian Tee (Ryu Nabushi/Hideaki Kuroda)
- Joseph Dubiel (Moviegoer)
- Masayo Terao (Trauma Doctor)
- Lance Teixeira (Driver)
- Kawika Smith (Security Guard)
- Wesley Busser (Morgue Attendant)
- Clint Howard (Superintendant)
- Steven Sung (CSU Tech)
- Yosef Kasnetzkov (Brock Upton)
- Scott Folsom (Michael Besner)

### Épisode 7:Ua Nalohia
- États-Unis /  Canada : 8 novembre 2013 sur CBS / Global
- Suisse : 9 mars 2014 sur RTS Un
- France : 15 mars 2014 sur M6
- Belgique : 2 juin 2014 sur RTL-TVI

- États-Unis : 9,51 millions de téléspectateurs[30]
- Canada : 1,241 million de téléspectateurs[31]
- France : 2,79 millions de téléspectateurs[32] (première diffusion)

- Taryn Manning (Mary Ann McGarrett)
- Brian Yang (Charlie Fong)
- Chi McBride (Captain Lou Grover)
- West LeClay (Matt Hutchins / Bryan Carpenter)
- Finn Armstrong (Ray Ballard)
- Colby French (ATF Special Agent Blake Kennedy)
- Floriana Lima (Allison Hutchins)
- Christie Burson (Linda Davies)
- Xzibit (JC Dekker / Jesse Dekker)
- Brian Tee (Hideaki Kuroda)
- Daryl Hannah (Cheri Tranton)
- Cathy Foy (Nani)
- Mahina Garcia (Dealer)
- Antonio Bustamante Jr. (Swat Officer)

### Épisode 8:Akanahe
- États-Unis /  Canada : 15 novembre 2013 sur CBS / Global
- Suisse : 16 mars 2014 sur RTS Un
- France : 22 mars 2014 sur M6
- Belgique : 2 juin 2014 sur RTL-TVI

- États-Unis : 9,9 millions de téléspectateurs[33]
- Canada : 1,538 million de téléspectateurs[34]
- France : 2,96 millions de téléspectateurs[35] (première diffusion)

- Richard T. Jones (Governor Sam Denning)
- Chi McBride (Captain Lou Grover)
- Louis Ozawa Changchien (Riku Sato)
- Paige Hurd (Samantha Grover)
- Nick Jonas (Ian Wright)
- Andrew Pang (Luke Davis)
- Eri Aihara (Wife)
- Dalton Pitre (Boy)
- Melissa Puana-Martin (Governor's Administrator)
- Stephen Meyers (Paramedic)
- Hoku Gilbert (Branch Manager)
- Sam Merritt (Student)

### Épisode 9:Hau'oli La Ho'omaika'i
- États-Unis /  Canada : 22 novembre 2013 sur CBS / Global
- Suisse : 23 mars 2014 sur RTS Un
- France : 29 mars 2014 sur M6
- Belgique : 9 juin 2014 sur RTL-TVI

- États-Unis : 9,92 millions de téléspectateurs[36]
- Canada : 2,057 millions de téléspectateurs[37] (première diffusion + différé 7 jours)
- France : 2,76 millions de téléspectateurs[38] (première diffusion)

- Taylor Wily (Kamekona)
- Dennis Chun (Sgt. Duke Lukela)
- Chi McBride (Captain Lou Grover)
- Taryn Manning (Mary Ann McGarrett)
- Teilor Grubbs (Grace Williams)
- Shawn Mokuahi Garnett (Flippa)
- Larry Manetti (Nicky "The Kid" Demarco)
- Al Harrington (Mamo Kahike)
- Carol Burnett (Deb McGarrett)
- Paul Ben-Victor (Agent Devin Campbell)
- Marcia Zina Mager (Sheila Hicks)
- Alexandra Curran (Andrea Hicks)
- Brian Kamei (Rafael Moreno)
- Tom Hintnaus (Dante Barkov)
- Sam Choy (Butcher)

### Épisode 10:Ho' onani Makuakane
- États-Unis /  Canada : 13 décembre 2013 sur CBS / Global
- Suisse : 30 mars 2014 sur RTS Un
- France : 5 avril 2014 sur M6
- Belgique : 9 juin 2014 sur RTL-TVI

- États-Unis : 9,13 millions de téléspectateurs[39]
- Canada : 1,928 million de téléspectateurs[40] (première diffusion + différé 7 jours)
- France : 2,67 millions de téléspectateurs[41] (première diffusion)

- Brian Yang (Charlie Fong)
- Jack Axelrod (Ezra Clark)
- James Saito (David Toriyama)
- Hira Ambrosino (Martha Toriyama)
- Arnold Chun (James Toriyama)
- Joshua Macy (Soldier #1)
- Donovan Smith (Soldier #2)
- Jared Broxterman (Soldier #3)
- Eric Manke (Thomas Archer)
- Miki Asahi (Linda)
- Jarod Einsohn (Ezra Clark in 1942)
- Gaelen Lowers (Fed #1)
- Jason New (Fed #2)
- Chuck McCollum (Admiral)
- Marshall Magnan (Soldier)
- Mary Gutzi (Dawn Rigby Burnette)
- Conrad Pratt (Kenji Toriyama)
- Luke Hagi (David Toriyama in 1942)

### Épisode 11:Pukana
- États-Unis /  Canada : 20 décembre 2013 sur CBS / Global
- Suisse : 6 avril 2014 sur RTS Un
- France : 12 avril 2014 sur M6
- Belgique : 16 juin 2014 sur RTL-TVI

- États-Unis : 9,62 millions de téléspectateurs[42]
- Canada : 1,676 million de téléspectateurs[43] (première diffusion + différé 7 jours)
- France : 2,6 millions de téléspectateurs[44] (première diffusion)

- Taylor Wily (Kamekona)
- Chi McBride (Captain Lou Grover)
- Teilor Grubbs (Grace Williams)
- Paige Hurd (Samantha Grover)
- Brian Yang (Charlie Fong)
- Lindsay Price (Leilani)
- James Urbaniak (Gary Nathan)
- Shiro Kawai (Mitsue Tanaka)
- Monique Curnen (FBI Special Agent Rebecca Conway)
- Heather Dubrow (Emily)
- Melanie Melnar (Tamara's Mom)
- Scott Subiono (Tim Sapoli)

### Épisode 12:O kela me keia manawa
- États-Unis /  Canada : 10 janvier 2014 sur CBS / Global
- Suisse : 13 avril 2014 sur RTS Un
- France : 19 avril 2014 sur M6
- Belgique : 16 juin 2014 sur RTL-TVI

- États-Unis : 10,74 millions de téléspectateurs[45]
- Canada : 2,128 millions de téléspectateurs[46] (première diffusion + différé 7 jours)
- France : 2,44 millions de téléspectateurs[47] (première diffusion)

- Taylor Wily (Kamekona)
- Chi McBride (Captain Lou Grover)
- Teilor Grubbs (Grace Williams)
- Brian Yang (Charlie Fong)
- Ian Anthony Dale (Adam Noshimuri)
- Dennis Chun (Sgt. Duke Lukela)
- Shawn Mokuahi Garnett (Flippa)
- Karl Makinen (Jack Anderson / Jack Mitchell)
- Zeus Kang (Gus Yamada)
- Eugene Shaw (Dennis Koga)
- Lili Simmons (Amber Vitale)
- Laurie Fortier (Bridgette Anderson)
- Spencer Churchill (Justin Anderson)
- Michael Ray Clark (Adrian Poe)
- Nick Hoffa (Alex Roberts)
- Zay Harding (Matt Haley)
- Jennifer Fairbank (Bartender)
- Mahealani Richardson (News Reporter)
- Nicholas Yee (CSU Tech)
- Mark Malalis (Paramedic #1)
- Joanna Georgiev (Girl)
- Ekona Ravey (Boyfriend)

### Épisode 13:Hana Lokomaika'i
- États-Unis /  Canada : 17 janvier 2014 sur CBS / Global
- Suisse : 20 avril 2014 sur RTS Un
- France : 26 avril 2014 sur M6

- États-Unis : 10,63 millions de téléspectateurs[48]
- Canada : 2,068 millions de téléspectateurs[49]  (première diffusion + différé 7 jours)
- France : 2,53 millions de téléspectateurs[50] (première diffusion)

- Reiko Aylesworth (Malia Waincroft)
- William Sadler (John McGarrett)
- Robert Knepper (IA Detective Rex Coughlin)
- Brian Thompson (IA Detective Nicholas Cruz)
- Christopher Sean (Gabriel Waincroft)
- Kelly R. Thomas (DEA Agent Branch)
- Danny Akau (Ronald Palau)
- Jae Je (Teddy Luna)
- Una Wilding (Hanna Koi)
- Gary Ala (Kam Tong Kelly)
- Michael Hasegawa (Store Owner)
- Kyler Sakamoto (Son)
- David Asing (Gangbanger #1)
- Neil Andres (Gangbanger #2)
- Sumitoshi Sakamoto (Buddhist Monk)

### Épisode 14:Na hala a ka makua
- États-Unis /  Canada : 31 janvier 2014 sur CBS / Global
- Suisse : 27 avril 2014 sur RTS Un
- France : 3 mai 2014 sur M6

- États-Unis : 11,24 millions de téléspectateurs[51]
- Canada : 2,056 millions de téléspectateurs[52] (première diffusion + différé 7 jours)
- France : 2,58 millions de téléspectateurs[53] (première diffusion)

- Taylor Wily (Kamekona)
- Teilor Grubbs (Grace Williams)
- Michael Madsen (Roy Parrish)
- Keiko Elizabeth (Principal Ann Fiske)
- Matthew Glave (Lead FBI Agent Kohl/Julian Lynch)
- Lyndon Smith (Lauren Parrish)
- Geoff Heise (Juge)
- Alan Y. Okamoto (Defense Attorney)
- Jackie Tufa-Marques (School Secretary)
- Chris Gritti (Impala Driver)

### Épisode 15:Pale `La
- États-Unis /  Canada : 28 février 2014 sur CBS / Global
- Suisse : 4 mai 2014 sur RTS Un
- France : 10 mai 2014 sur M6

- États-Unis : 10,61 millions de téléspectateurs[54] (première diffusion)
- Canada : 2,022 millions de téléspectateurs[55] (première diffusion + différé 7 jours)
- France : 2,7 millions de téléspectateurs[56] (première diffusion)

- Teilor Grubbs (Grace Williams)
- Dennis Chun (Sgt. Duke Lukela)
- Daryl Hannah (Cherie Tranton)
- Michael Green (Gerard Burns)
- Melanie Griffith (Clara Williams)
- Duke Kimhan (Akoni Sakata)
- Jennifer Say Gan (Inoa Sakata)
- Ethan Embry (Sean Hutton)
- Bayani Ison (Jimmy Chan)
- Eugene Cordero (George Moku)
- Benjamin Simpson (Ethan)
- David Simmons (Paul Hartley)
- Jamie Sheppard (SWAT Member)
- Troy Apostol (Buyer #1)

### Épisode 16:Hoku welowelo
- États-Unis /  Canada : 7 mars 2014 sur CBS / Global
- Suisse : 4 mai 2014 sur RTS Un
- France : 17 mai 2014 sur M6

- États-Unis : 10,35 millions de téléspectateurs[57] (première diffusion)
- Canada : 1,86 million de téléspectateurs[58] (première diffusion + différé 7 jours)
- France : 2,76 millions de téléspectateurs[59] (première diffusion)

- Taylor Wily (Kamekona)
- Melanie Griffith (Clara Williams)
- Jorge Garcia (Jerry Ortega)
- Laura Grace D’Angeli (Meg Spitz)
- Billy Flynn (Nick Spitz)
- Elaine Tan (Zi Chen / Karen Chou)
- Patrick St. Esprit (Vice Admiral Graham Rhodes)
- Douglas Nettel (Iggy)
- Michael Neumann (Jake)
- Boo Arnold (Kevin Palmer)
- Wendy Pearson (Vicki)
- Curtis J. Jackson (D.O.D. Spook)

### Épisode 17:Ma Lalo O Ka Ili
- États-Unis /  Canada : 14 mars 2014 sur CBS / Global
- Suisse : 18 mai 2014 sur RTS Un
- France : 24 mai 2014 sur M6

- États-Unis : 9,53 millions de téléspectateurs[60] (première diffusion)
- Canada : 2,097 millions de téléspectateurs[61] (première diffusion + différé 7 jours)
- France : 2,47 millions de téléspectateurs[62] (première diffusion)

- Melanie Griffith (Clara Williams)
- Tom Berenger (Eddie Williams)
- Conor Leslie (Kelly Donovon)
- Booboo Stewart (Tommy Fa'aloa)
- François Chau (Gary 'Aikapu)
- Jorge Garcia (Jerry Ortega)
- James Brennan (Sam)
- Noshir Dalal (Jay Cooper)
- Moanie Hara (Jenny)
- Allison Chu (Amy Nguyen)
- Erwin Castillo (Delivery Man)
- Keoni Kramer (Car Owner)

### Épisode 18:Ho'i Hou
- États-Unis /  Canada : 4 avril 2014 sur CBS / Global
- Suisse : 25 mai 2014 sur RTS Un
- France : 31 mai 2014 sur M6

- États-Unis : 9,67 millions de téléspectateurs[63] (première diffusion)
- Canada : 1,87 million de téléspectateurs[64] (première diffusion + différé 7 jours)
- France : 2,42 millions de téléspectateurs[65] (première diffusion)

- Taylor Wily (Kamekona)
- Jorge Garcia (Jerry Ortega)
- Dennis Chun (Sgt. Duke Lukela)
- Cecilia Brown (Amanda Santiago)
- Rob Corddry (Tony Gibson)
- Peter Shinkoda (Alan Lim)
- Krista Allen (Nani Kahanu)
- Mackenzie Astin (en) (Bradley Richmond)
- Samantha Sloyan (Sarah Richmond)
- James Brennan (CIA Agent Sam Connors)
- Mary Anne McGarry (Nina Johnson)
- Bulldog (AV Club Buddy)
- Benjamin C. Lloyd (HPD Uniformed Cop)

### Épisode 19:Ku I Ka Pili Koko
- États-Unis /  Canada : 11 avril 2014 sur CBS / Global
- Suisse : 1er juin 2014 sur RTS Un
- France : 7 juin 2014 sur M6

- États-Unis : 9,17 millions de téléspectateurs[67] (première diffusion)
- Canada : 1,891 million de téléspectateurs[68] (première diffusion + différé 7 jours)
- France : 2,41 millions de téléspectateurs[69] (première diffusion)

- Diane Ako (News Reporter)
- Terry Chen (Kekoa Hale)
- David Gautreaux (en) (Edward Cobb)
- Byron Mann (Fire Captain Hank Iona)
- Lili Simmons (Amber Vitale)
- Teilor Grubbs (Grace Williams)
- Xzibit (JC Dekker)

### Épisode 20:Pe’epe’e Kanaka
- États-Unis /  Canada : 25 avril 2014 sur CBS / Global
- Suisse : 8 juin 2014 sur RTS Un
- France : 14 juin 2014 sur M6

- États-Unis : 9,26 millions de téléspectateurs[70] (première diffusion)
- Canada : 1,81 million de téléspectateurs[71] (première diffusion + différé 7 jours)
- France : 2,71 millions de téléspectateurs[72] (première diffusion)

- Taylor Wily (Kamekona)
- Dennis Chun (Sgt. Duke Lukela)
- Shawn Mokuahi Garnett (Flippa)
- Shawn Thomsen (Officer Pua Kai)
- Sam Upton (Nico Kane)
- Sasha Pieterse (Dawn Hatfield)
- Salmaan Bokhari (Muhammed Nazaria)
- Eden Riegel (FBI Analyst Katie Halinan)
- Jorge Alfredo Martinez (Uday Jahani)
- Ahmad Tadjvar (Rahim Ahad)
- Bryan Anderson (en) (Kirk Emerson)

### Épisode 21:Makani ‘Olu A Holo Malie
- États-Unis /  Canada : 2 mai 2014 sur CBS / Global
- Suisse : 15 juin 2014 sur RTS Un
- France : 25 juillet 2014 sur M6

- États-Unis : 8,77 millions de téléspectateurs[73] (première diffusion)
- France : 2,56 millions de téléspectateurs[74] (première diffusion)

- Taylor Wily (Kamekona)
- Dennis Chun (Sgt. Duke Lukela)
- Shawn Mokuahi Garnett (de) (Flippa)
- Larry Manetti (Nicky "The Kid" Demarco)
- Al Harrington (Mamo Kahike)
- Duane Chapman (lui-même)
- Kala Alexander (en) (Kawika)
- William C. Mitchell (Joel Bratton)
- Mido Hamada (Amir Khan)
- Mallika Sherawat (Farah Khan)
- Christianno De Lugo (Najib Khan)
- Farshad Farahat (Umar Hassan)
- Ran Yatim (Leader)
- Daniel Gilad (Taliban Fighter #3)
- Mehdi Mdouari (Taliban Fighter #7)
- Michael Hollick (Naval Intel Officer Lt. Granger)
- Josh Clark (Naval Captain Stan Norell)
- Maz Siam (Interrogator)
- Gary Fritts (Seal)
- Timothy Brennen (CIA Man)
- John A. Weaver (Suit)
- David Landry (Leon Chase)
- Jordan Salud (Jamie Kamaka)
- Angelica Quinn (Alicia Helani)

### Épisode 22:O Ka Pilo ‘Ohana Ka ‘Oi
- États-Unis /  Canada : 9 mai 2014 sur CBS[75] / Global
- France : 1er août 2014 sur M6

- États-Unis : 9,21 millions de téléspectateurs[76] (première diffusion)
- Canada : 1,976 million de téléspectateurs[77] (première diffusion + différé 7 jours)
- France : 2,6 millions de téléspectateurs[78] (première diffusion)

- Taylor Wily (Kamekona)
- Mark Dacascos (Wo Fat)
- Dennis Chun (Sgt. Duke Lukela)
- Nick Jonas (Ian Wright)
- Paige Hurd (Samantha Grover)
- Michelle Hurd (Renee Grover)
- Richard Burgi (Curtis Novak)
- David Fabrizio (Jessup)
- Eddie Rothman (Inoke Makuakane)
- Eme Ikwuakor (Super Max Guard)
- Nolan Hong (State Sheriff)
- Chad Burch (Sheriff's Sergeant)
- Ma'a Tanuvasa (Sheriff)
- Keala Kahuanui-Paleka (Soldier)
- Jamison (Henry Dunbar)

## Audiences aux États-Unis
| Numéro épisode | Titre original           | Titre américain               | Chaîne | Date de diffusion originale (2013-2014) | Audiences (en téléspectateurs) |
| -------------- | ------------------------ | ----------------------------- | ------ | --------------------------------------- | ------------------------------ |
| 1              | Aloha Ke Kahi I Ke Kahi  | We need each other            | CBS    | Vendredi 27 septembre 2013              | 9 460 000                      |
| 2              | A'ale Ma'a Wau           | Fish Out Of Water             | CBS    | Vendredi 4 octobre 2013                 | 9 750 000                      |
| 3              | Ka 'oia'i'o Ma Loko      | The Truth Within              | CBS    | Vendredi 11 octobre 2013                | 9 240 000                      |
| 4              | A Ia La Aku              | From This Day Forward         | CBS    | Vendredi 18 octobre 2013                | 8 810 000                      |
| 5              | Kupu'eu                  | Fallen Hero                   | CBS    | Vendredi 25 octobre 2013                | 9 460 000                      |
| 6              | Kupouli'la               | Broken                        | CBS    | Vendredi 1er novembre 2013              | 9 710 000                      |
| 7              | Ua Nalohia               | In Deep                       | CBS    | Vendredi 8 novembre 2013                | 9 510 000                      |
| 8              | Akanahe                  | Reluctant Partners            | CBS    | Vendredi 15 novembre 2013               | 9 900 000                      |
| 9              | Hau'oli La Ho'onaika'i   | Happy Thanksgiving            | CBS    | Vendredi 22 novembre 2013               | 9 920 000                      |
| 10             | Ho'onani Makuakane       | Honor Thy Father              | CBS    | Vendredi 13 décembre 2013               | 9 130 000                      |
| 11             | Pukana                   | Keepsake                      | CBS    | Vendredi 20 décembre 2013               | 9 620 000                      |
| 12             | O Kela Me Keia Manawa    | Now And Then                  | CBS    | Vendredi 10 janvier 2014                | 10 740 000                     |
| 13             | Hana Lokomaika'i         | The Favor                     | CBS    | Vendredi 17 janvier 2014                | 10 630 000                     |
| 14             | Na Hala A Ka Makua       | Sins Of The Father            | CBS    | Vendredi 31 janvier 2014                | 11 240 000                     |
| 15             | Pale 'La                 | Buried Secrets                | CBS    | Vendredi 28 février 2014                | 10 610 000                     |
| 16             | Hoku Welowelo            | Fire In The sky               | CBS    | Vendredi 7 mars 2014                    | 10 350 000                     |
| 17             | Ma Lalo O Ka 'Ili        | Beaneath The Surface          | CBS    | Vendredi 14 mars 2014                   | 9 530 000                      |
| 18             | Ho'i Hou                 | Reunited                      | CBS    | Vendredi 4 avril 2014                   | 9 670 000                      |
| 19             | Ku I Ka Pili Koko        | Blood Brothers                | CBS    | Vendredi 11 avril 2014                  | 9 170 000                      |
| 20             | Pe'epe'e Kanaka          | Those Among Us                | CBS    | Vendredi 25 avril 2014                  | 9 260 000                      |
| 21             | Makani 'Olu A Holo Malie | Fair Winds And Following Seas | CBS    | Vendredi 2 mai 2014                     | 8 770 000                      |
| 22             | O Ka Pilo 'Ohana Ka 'Oi  | Family Comes First            | CBS    | Vendredi 9 mai 2014                     | 9 210 000                      |

- La moyenne de cette saison est de 9,713 millions de téléspectateurs.

## Cotes d'écoute au Canada anglophone
Avant le 18 novembre 2013, les chiffres fournis par BBM Canada étaient les données dites "préliminaires" c'est-à-dire écoute en direct + écoute en différé le même jour. Ces chiffres incluent désormais l'écoute en direct + l'écoute en différé sur 7 jours. En raison de ce changement, les chiffres peuvent donc paraître plus élevés.

### Portrait global
- La moyenne de cette saison est d’environ 1,78 million de téléspectateurs[Note 1].

### Données détaillées
| Numéro épisode | Titre original           | Titre anglophone              | Diffuseur | Date de diffusion originale (2013-2014) | Heure         | Cotes d'écoute (en téléspectateurs) | Classement soirée | Classement semaine |
| -------------- | ------------------------ | ----------------------------- | --------- | --------------------------------------- | ------------- | ----------------------------------- | ----------------- | ------------------ |
| 1              | Aloha ke kahi I ke kahi  | We Need Each Other            | Global    | Vendredi 27 septembre 2013              | 21h00 HE / HP | 1 780 000                           | 1                 | 12                 |
| 2              | A' ale Ma'a Wau          | Fish Out of Water             | Global    | Vendredi 4 octobre 2013                 | 21h00 HE / HP | 1 468 000                           | 4                 | 20                 |
| 3              | Ka 'oia'i'o ma loko      | The Truth Within              | Global    | Vendredi 11 octobre 2013                | 21h00 HE / HP | 1 542 000                           | 3                 | 19                 |
| 4              | A ia la aku              | From This Day Forward         | Global    | Vendredi 18 octobre 2013                | 21h00 HE / HP | 1 565 000                           | 3                 | 17                 |
| 5              | Kupu'eu                  | Fallen Hero                   | Global    | Vendredi 25 octobre 2013                | 21h00 HE / HP | 1 331 000                           | 3                 | 20                 |
| 6              | Kupoli 'la               | Broken                        | Global    | Vendredi 1er novembre 2013              | 21h00 HE / HP | 1 385 000                           | 4                 | 20                 |
| 7              | Ua Nalohia               | In Deep                       | Global    | Vendredi 8 novembre 2013                | 21h00 HE / HP | 1 241 000                           | 6                 | 27                 |
| 8              | Akanahe                  | Reluctant Partners            | Global    | Vendredi 15 novembre 2013               | 21h00 HE / HP | 1 538 000                           | 3                 | 18                 |
| 9              | Hau'Oli La Ho'omaika'I   | Happy Thanksgiving            | Global    | Vendredi 22 novembre 2013               | 21h00 HE / HP | 2 057 000                           | 2                 | 12                 |
| 10             | Ho’Onani Makuakane       | Honor Thy Father              | Global    | Vendredi 13 décembre 2013               | 21h00 HE / HP | 1 928 000                           | 2                 | 11                 |
| 11             | Pukana                   | Keepsake                      | Global    | Vendredi 20 décembre 2013               | 21h00 HE / HP | 1 676 000                           | 3                 | 9                  |
| 12             | O Kela Me Keia Manawa    | Now and Then                  | Global    | Vendredi 10 janvier 2014                | 21h00 HE / HP | 2 128 000                           | 1                 | 6                  |
| 13             | Hana Lokomaika'I         | The Favor                     | Global    | Vendredi 17 janvier 2014                | 21h00 HE / HP | 2 068 000                           | 1                 | 11                 |
| 14             | Na Hala A Ka Makua       | Sins of the Father            | Global    | Vendredi 31 janvier 2014                | 21h00 HE / HP | 2 056 000                           | 2                 | 7                  |
| 15             | Pale 'La                 | Buried Secrets                | Global    | Vendredi 28 février 2014                | 21h00 HE / HP | 2 022 000                           | 2                 | 11                 |
| 16             | Hoku Welowelo            | Fire in the Sky               | Global    | Vendredi 7 mars 2014                    | 21h00 HE / HP | 1 860 000                           | 2                 | 16                 |
| 17             | Ma Lalo O Ka 'LLi        | Beneath the Surface           | Global    | Vendredi 14 mars 2014                   | 21h00 HE / HP | 2 097 000                           | 1                 | 9                  |
| 18             | Ho'i Hou                 | Reunited                      | Global    | Vendredi 4 avril 2014                   | 21h00 HE / HP | 1 867 000                           | 2                 | 14                 |
| 19             | Ku I Ka Pili Koko        | Blood Brothers                | Global    | Vendredi 11 avril 2014                  | 21h00 HE / HP | 1 891 000                           | 2                 | 11                 |
| 20             | Pe’epe’e Kainaka         | Thos Among Us                 | Global    | Vendredi 25 avril 2014                  | 21h00 HE / HP | 1 810 000                           | 1                 | 10                 |
| 21             | Makani ‘Olu A Holo Malie | Fair Winds and Following Seas | Global    | Vendredi 2 mai 2014                     | 21h00 HE / HP | N/D                                 | N/D               | N/D                |
| 22             | O Ka Pilo ‘Ohana Ka ‘Oi  | Family Comes First            | Global    | Vendredi 9 mai 2014                     | 21h00 HE / HP | 1 976 000                           | 3                 | 12                 |

## Audiences en France
| No épisode | Épisode (titre original = titre français) (Traduction en français entre parenthèses) | Chaîne | Date de diffusion originale (2014) | Audiences (en téléspectateurs) | Part d'audiences globales (M = Moyenne de la soirée) |
| ---------- | ------------------------------------------------------------------------------------ | ------ | ---------------------------------- | ------------------------------ | ---------------------------------------------------- |
| 1          | Aloha ke kahi I ke kahi (Aimons-nous les uns les autres)                             | M6     | Samedi 1er février 2014            | 3 020 000                      | 12,2 %                                               |
| 2          | A' ale Ma'a Wau (Comme un poisson hors de l'eau)                                     | M6     | Samedi 8 février 2014              | 2 840 000                      | 11,5 %                                               |
| 3          | Ka 'oia'i'o ma loko (La vérité cache la vérité)                                      | M6     | Samedi 15 février 2014             | 2 710 000                      | 11,0 %                                               |
| 4          | A ia la aku (À partir de ce jour)                                                    | M6     | Samedi 22 février 2014             | 2 810 000                      | 11,8 %                                               |
| 5          | Kupu'eu (Le héros déchu)                                                             | M6     | Samedi 1er mars 2014               | 2 610 000                      | 10,8 %                                               |
| 6          | Kupouli 'la (Brisé)                                                                  | M6     | Samedi 8 mars 2014                 | 2 980 000                      | 12,3 %                                               |
| 7          | Ua Nalohia (Dans les profondeurs)                                                    | M6     | Samedi 15 mars 2014                | 2 790 000                      | 11,8 %                                               |
| 8          | Akanahe (Partenaires hésitants)                                                      | M6     | Samedi 22 mars 2014                | 2 960 000                      | 11,8 %                                               |
| 9          | Hau’oli La Ho’omaika’i (Joyeuse Thanksgiving)                                        | M6     | Samedi 29 mars 2014                | 2 760 000                      | 11,8 %                                               |
| 10         | Ho’onani Makuakane (Honore ton Père)                                                 | M6     | Samedi 5 avril 2014                | 2 670 000                      | 11,2 %                                               |
| 11         | Pukana (Souvenir)                                                                    | M6     | Samedi 12 avril 2014               | 2 600 000                      | 11,6 %                                               |
| 12         | O kela me keia manawa (En temps)                                                     | M6     | Samedi 19 avril 2014               | 2 440 000                      | 10,8 %                                               |
| 13         | Hana Lokomaika’i (La faveur)                                                         | M6     | Samedi 26 avril 2014               | 2 530 000                      | 11,2 %                                               |
| 14         | Na hala a ka makua (Les péchés de nos pères)                                         | M6     | Samedi 3 mai 2014                  | 2 580 000                      | 10,7 %                                               |
| 15         | Pale 'La (Secrets enfouis)                                                           | M6     | Samedi 10 mai 2014                 | 2 700 000                      | 11,6 %                                               |
| 16         | Hoku Welowelo (Feu dans le ciel)                                                     | M6     | Samedi 17 mai 2014                 | 2 760 000                      | 13,4 %                                               |
| 17         | Ma Lalo O Ka 'Ili (Sous la surface)                                                  | M6     | Samedi 24 mai 2014                 | 2 470 000                      | 10,8 %                                               |
| 18         | Ho'i Hou (Réuni)                                                                     | M6     | Samedi 31 mai 2014                 | 2 420 000                      | 11,6 %                                               |
| 19         | Ku I Ka Pili Koko (Frères de sang)                                                   | M6     | Samedi 7 juin 2014                 | 2 410 000                      | 13,2 %                                               |
| 20         | Pe'epe'e Kanaka (Ceux parmi nous)                                                    | M6     | Samedi 14 juin 2014                | 2 710 000                      | 13,2 %                                               |
| 21         | Makani 'olu a holo malie (Bon vent et bonne mer)                                     | M6     | Vendredi 25 juillet 2014           | 2 560 000                      | 12,8 %                                               |
| 22         | O ka Pili'Ohana ka 'Oi (La famille d'abord)                                          | M6     | Vendredi 1er août 2014             | 2 600 000                      | 13,3 %                                               |

- La moyenne de cette saison est de 2,679 millions de téléspectateurs.